# Dezső József (színművész)
Dezső József (Lesencetomaj, 1867. április 28. – Budapest, 1915. május 14.) színész.

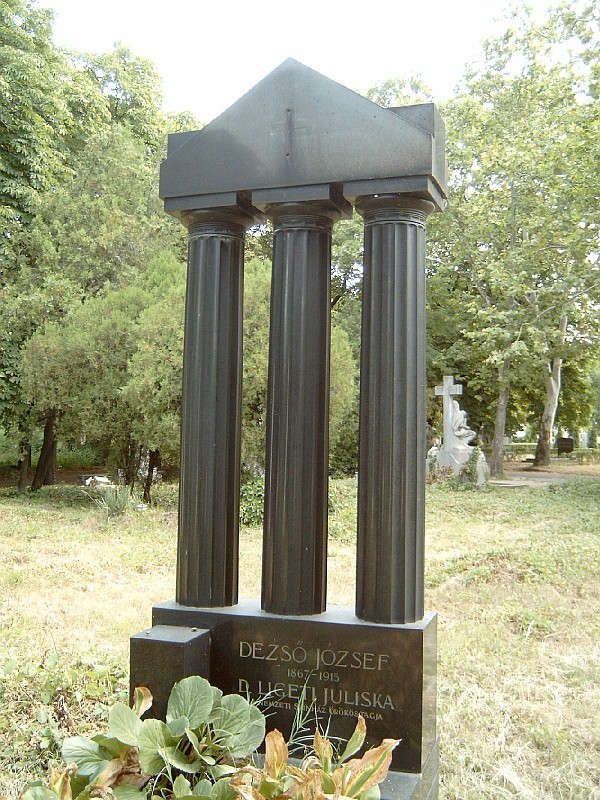
Sírja a Fiumei úti sírkertben (26/1-4-9)

## Életútja
A Színiakadémia elvégzése után 1889 áprilisában Somogyi Károly pécsi színtársulatánál lett színész, azután Győrbe, majd Sopronba szerződött. 1891. április 22-én mint vendég fellépett a Nemzeti Színházban a Virágfakadás Laci és a Diplomata Chavigny szerepében, ami után az intézményhez szerződtették. Vígjátéki szerelmes és bonviván szerepkört töltött be. 1895 nyarán tanulmányúton járt külföldön. 1898 májusában elnyerte a báró Rodics-féle 1000 forintos alapítványt.
Felesége Ligeti Juliska színésznő volt.

## Fontosabb színházi szerepei
- Marcel (Barrière–Murger: Bohém világ)
- Liliomfi (Szigligeti Ede: Liliomfi)
- Bolond (Shakespeare: Lear király)
- Figaro (Beaumarchais: A sevillai borbély)
- Claude Morillot (Bataille: Nászinduló)

## Filmszerepe
- A gazdag ember kabátja (1912)

## Munkái
- Egy szál mirtusz, vígjáték egy felvonásban, 1905. május 4-én adták a Nemzeti Színházban.
- Utolsó fejezet, dráma egy felvonásban, bemutató 1908. január 11-én a Nemzeti Színházban.

Ezenkívül sok apró színdarabot írt és fordított, valamint monológot is írt. Szerkesztője volt a Műkedvelők című szaklapnak. 1907-ben írta A siker című munkáját. (Gyakorlati tanács a műkedvelők számára.)